# Haus Nassau-Siegen

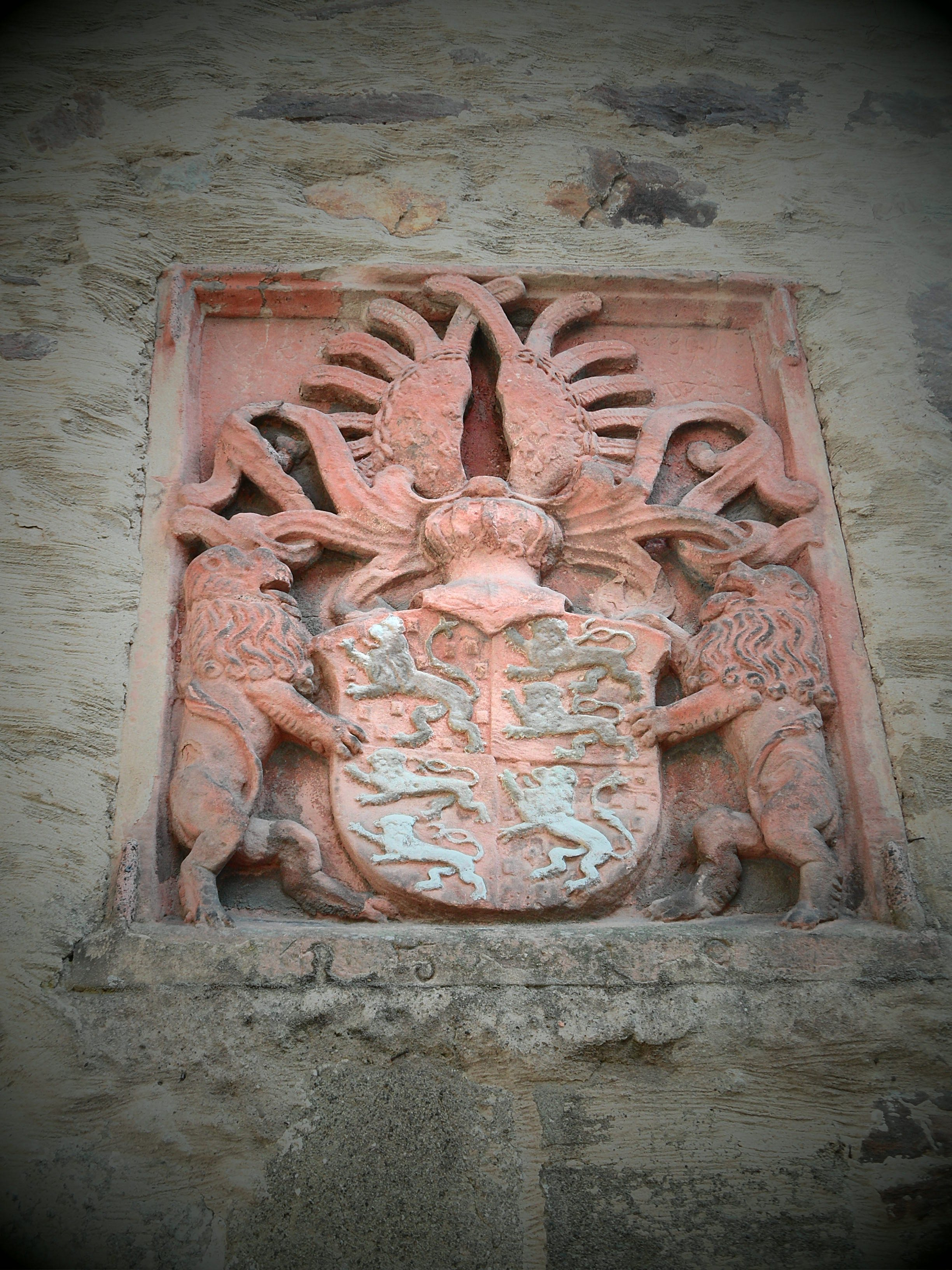
Wappen am Oberen Schloss Siegen

Haus Nassau-Siegen ist der Name zweier Linien des Hauses Nassau, die in verschiedenen Epochen in der Grafschaft Nassau-Siegen regierten.

## Erstes Haus Nassau-Siegen
Das erste Haus ging 1303 neben den Linien Nassau-Hadamar und Nassau-Dillenburg aus der Ottonischen Linie des Hauses Nassau hervor. 1328 erbte es die Besitzungen des Hauses Nassau-Dillenburg und benannte sich fortan danach. 1341 teilte sich die Linie Nassau-Beilstein hiervon ab.
In dieser Zeit gab es mit Graf Heinrich III. von Nassau den ersten Grafen des neuen Staates:
- 1308–1343: Heinrich I. von Nassau-Siegen, ehemals Heinrich III. von Nassau
- 1343–1350: Otto II.

## Zweites Haus Nassau-Siegen

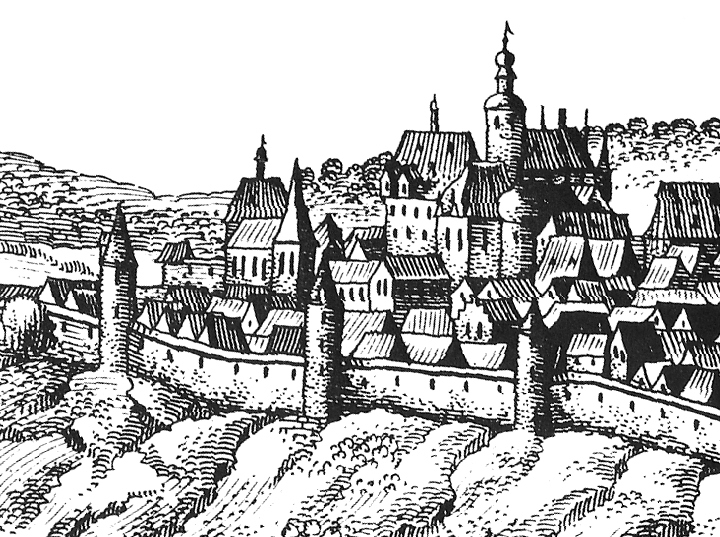
Siegen und das Obere Schloss (um 1600)

1606 spaltete sich das Haus Nassau-Siegen wieder vom Haus Nassau-Dillenburg ab. Johann VII., der Mittlere, zweiter Sohn des Grafen Johann VI. von Nassau-Dillenburg, erhielt als Erbteil die Grafschaft Siegen. In seinem Testament von 1621 teilte er die Grafschaft auf drei seiner Söhne auf, da der Älteste, Johann VIII., katholisch geworden war. Dies führte zu jahrzehntelangen Auseinandersetzungen (siehe Abschnitt unten). Erst 1648 wurde das Testament anerkannt und ein Kondominium dreier Grafen begründet, was zu katholischen und reformierten Teilherrschaften führte. 1652 erhob Kaiser Ferdinand III. die Grafen Johann Franz Desideratus und Johann Moritz  in den Reichsfürstenstand, zugleich mit den Linien Nassau-Dillenburg und Nassau-Diez; 1664 erhielt auch der dritte regierende Siegener Graf, Georg Friedrich aus der reformierten Linie, den Fürstenhut.
Insgesamt gab es bis 1751 zehn Grafen bzw. Fürsten von Nassau-Siegen:
- 1607–1623: Johann VII., auch: Johann der Mittlere[1]
- 1623–1638: Johann VIII., auch: Johann der Jüngere (katholisch)
- 1638–1699: Johann Franz Desideratus (katholisch, ab 1638 Alleinregent, ab 1648 im Kondominat mit seinen Onkeln und seinem Cousin zu je 1/3, ab 1691 wieder allein, da er für die 2/3 von Friedrich Wilhelm I. die Regentschaft führte)
- 1648–1674: Georg Friedrich (1/3)
- 1648–1679: Johann Moritz (1/3)
- 1679–1691: Wilhelm Moritz (2/3)
- 1699–1707: Wilhelm Hyacinth (1/3 Eigenanteil, für 2/3 Regent), 1707 abgesetzt
- 1707–1722: Friedrich Wilhelm I. Adolf (seit 1691 zu 2/3 unter Regentschaft, ab 1707 allein)
- 1722–1734: Friedrich Wilhelm II. (2/3, zunächst unter Regentschaft von Wilhelm Hyacinth)

Nach dem Tod Friedrich Wilhelm II. übertrug Kaiser Karl VI. die Grafschaft an:
- 1734–1751: Wilhelm IV. von Nassau-Dietz, Prinz von Oranien, Erbstatthalter der Vereinigten Provinzen der Niederlande

Ein bekanntes, wenn auch von der Familie nicht anerkanntes, Mitglied dieser Linie war der Abenteurer Karl Heinrich von Nassau-Siegen (1743–1808). Dieser war angeblich ein Enkel des Immanuel Ignaz von Nassau-Siegen (1688–1735)
Das Fürstentum Nassau-Siegen umfasste die heutigen Städte und Gemeinden Freudenberg, Hilchenbach, Kreuztal, Siegen, Netphen sowie Wilnsdorf, zeitweise auch die heutige Gemeinde Burbach. Im Norden grenzte es an das Herzogtum Westfalen, im Westen an die Herrschaft Wildenburg und die Grafschaft Sayn-Altenkirchen. Im Süden schloss sich das Fürstentum Nassau-Dillenburg und im Osten die Grafschaft Wittgenstein-Wittgenstein an.

## Erbstreit um Nassau-Siegen (1623–1648) und Landesteilung

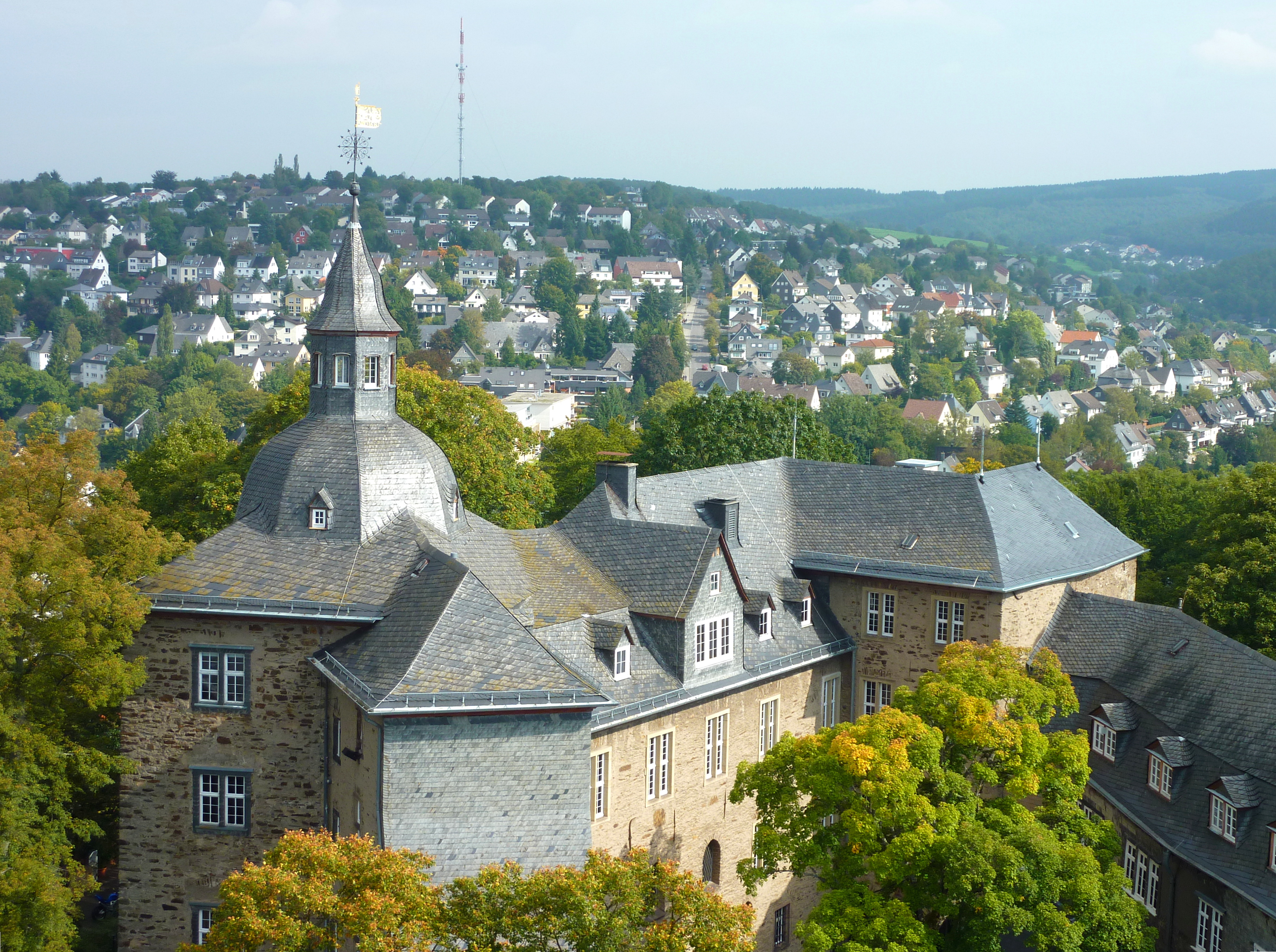
Siegen (Oberes Schloss)

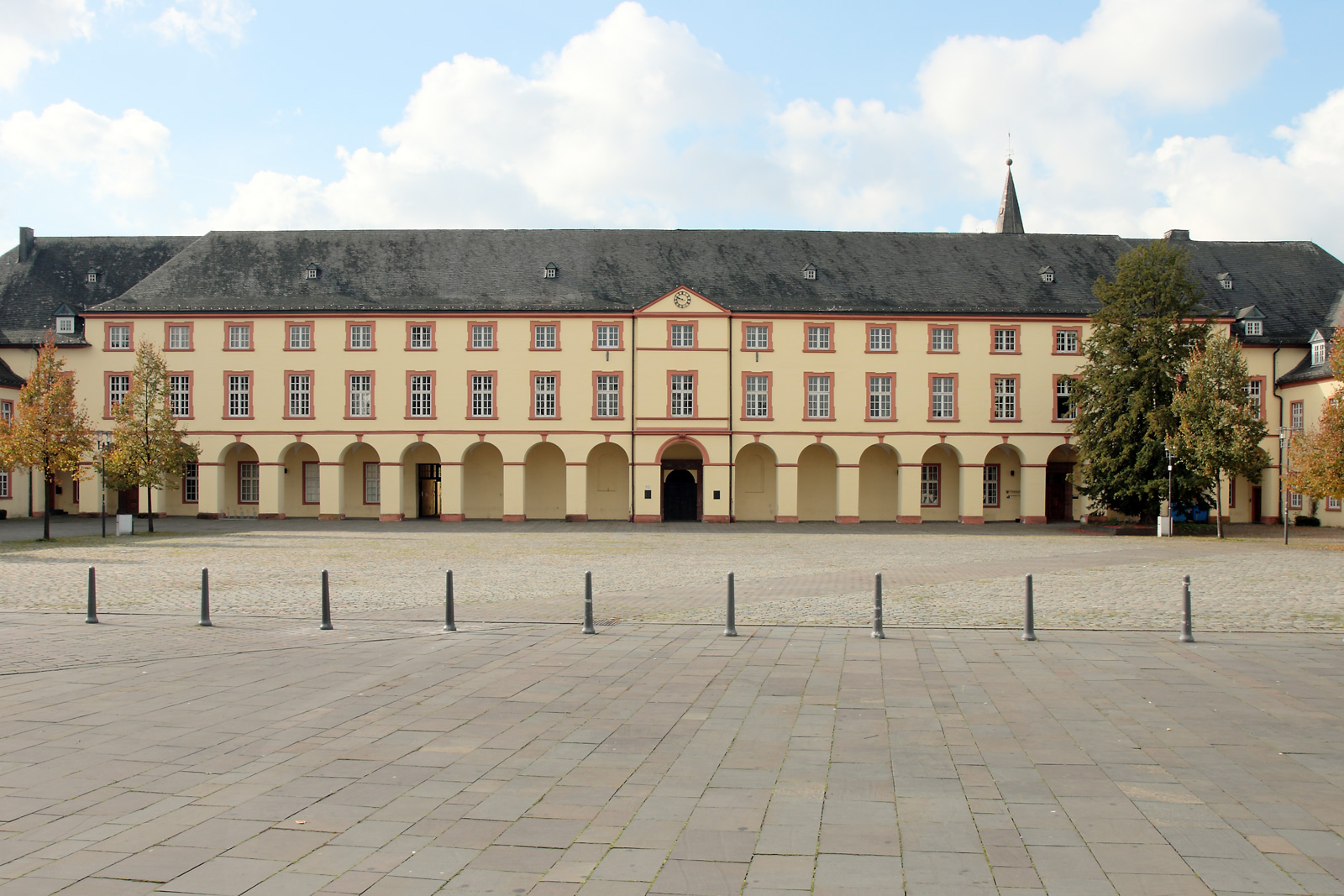
Siegen (Unteres Schloss)

Nach dem Tode Johanns VII. 1623 entbrannte ein jahrzehntelanger Streit um die Grafschaft Nassau-Siegen, der sich mitten in den Wirren des Dreißigjährigen Krieges abspielte. Die streitenden Söhne weilten als Offiziere in ausländischen Diensten meist auf Kriegsschauplätzen.
Johann VII. hatte ursprünglich seinen ältesten Sohn Johann Ernst als Haupterben der Grafschaft vorgesehen. Nachdem dieser 1617 als venezianischer General gefallen war, beanspruchte sein nächstjüngerer Bruder Johann (VIII.) das väterliche Erbe. Dieser war jedoch bereits 1612 römisch-katholisch  geworden. Um sein Erbe abzusichern und den reformierten Vater zu beruhigen, unterzeichnete er am 31. Dezember 1617 eine Assekurationsakte, in der er zusagte, die reformierte Konfession im Land bei einem Regierungsantritt nicht anzutasten. 1621 verfügte Johann VII. aber aus Sorge um das calvinistische Bekenntnis eine Teilung seines Landes in drei Stammteile. Nach diesem neuen Testament sollte der Sohn Johann VIII. nur ein Drittel der Grafschaft erhalten, während je ein weiteres Drittel an seinen Bruder Wilhelm und an seinen Halbbruder Johann Moritz fallen sollten. Johann VIII. sollte dabei das Obere Schloss in Siegen, Johann Moritz den Nassauer Hof (später als Unteres Schloss neu gebaut) und Wilhelm das Amt Hilchenbach, die Burg Ginsburg und die Wilhelmsburg erhalten. Die Stadt Siegen sollte Kondominat aller drei Brüder werden, die auch gemeinschaftlich die Stimmführung auf der Westfälischen Grafenbank des Reichstags ausüben sollten. Die anderen Söhne zweiter Ehe sollten nicht an der Regierung beteiligt werden.

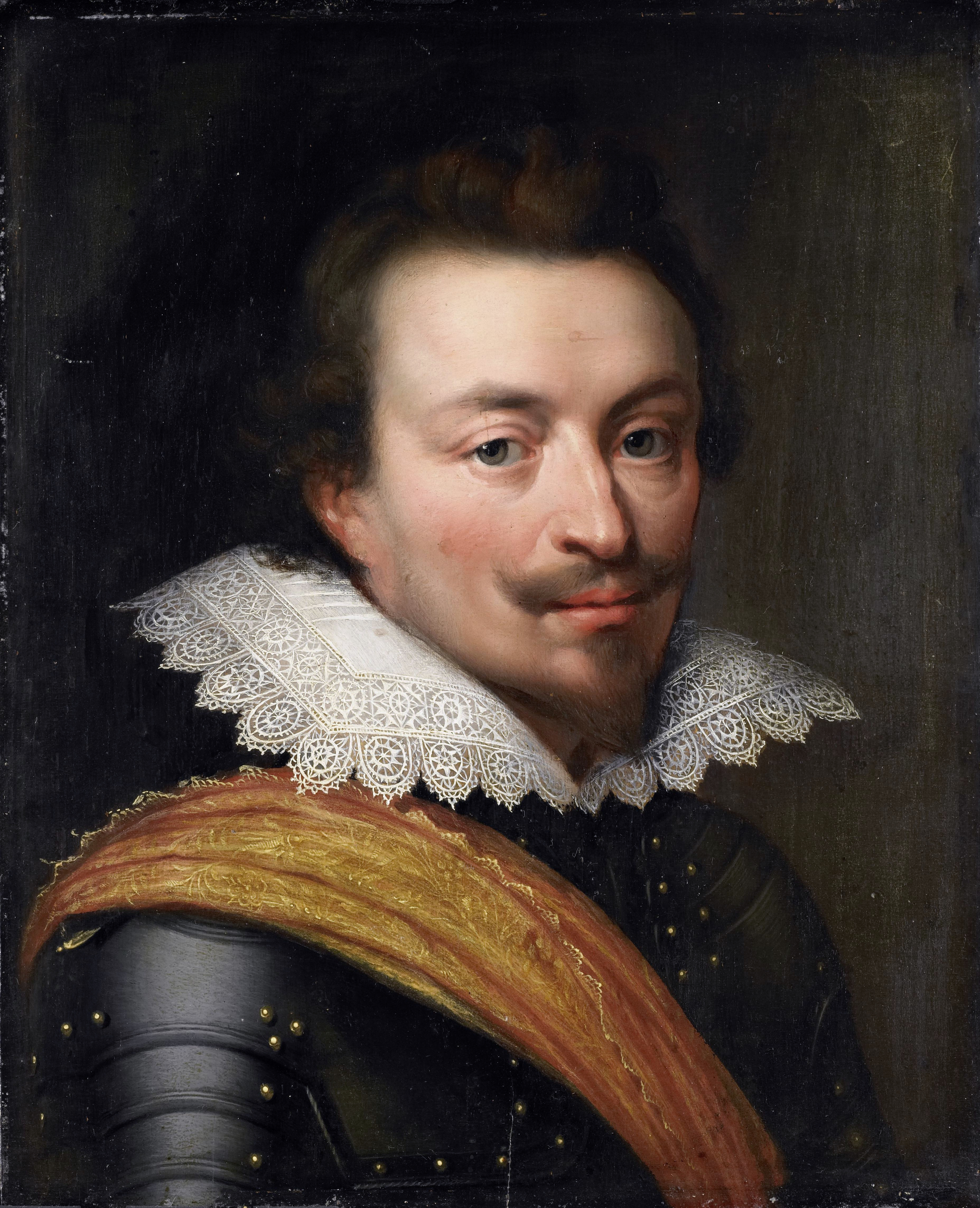
Graf Johann VIII.

Nach dem Tod des Vaters 1623 usurpierte Johann VIII. aber mit Hilfe kaiserlicher Truppen, deren General er war, die gesamte Grafschaft. Kaiser Ferdinand II. unterstützte ihn, indem er das Testament von 1621 für ungültig erklärte. Mit Hilfe von Jesuiten aus Köln begann Johann VIII. die Rekatholisierung der Grafschaft nach dem Prinzip Cuius regio, eius religio – sehr im Sinne des diesbezüglich radikal eingestellten Kaisers. Während Johann VIII. auf der spanischen Seite in den Niederlanden und Frankreich kämpfte, besetzen 1632 schwedische Truppen die Grafschaft. Sein Halbbruder Johann Moritz, der im Dienst der protestantischen Republik der Vereinigten Niederlande stand und 1623 von Johann VIII. um sein Erbteil geprellt worden war, nutzte die Gelegenheit, die Macht in der Grafschaft zu ergreifen. Er vertrieb auch sogleich die Jesuiten aus Siegen. 1636 ging er jedoch als Generalgouverneur nach Niederländisch-Brasilien und gleichzeitig wendete sich das Kriegsglück wieder zugunsten der Kaiserlichen, sodass Johann VIII. die Grafschaft wieder in Besitz nehmen und dort seine Rekatholisierung mit Gewalt wiederaufnehmen konnte. 1638 starb Johann VIII., während seine Witwe Ernestine von Ligne mit ihrem minderjährigen Sohn Johann Franz Desideratus auf Schloss Ronse in Flandern lebte, von wo aus sie die Grafschaft fortan verwalten ließen.

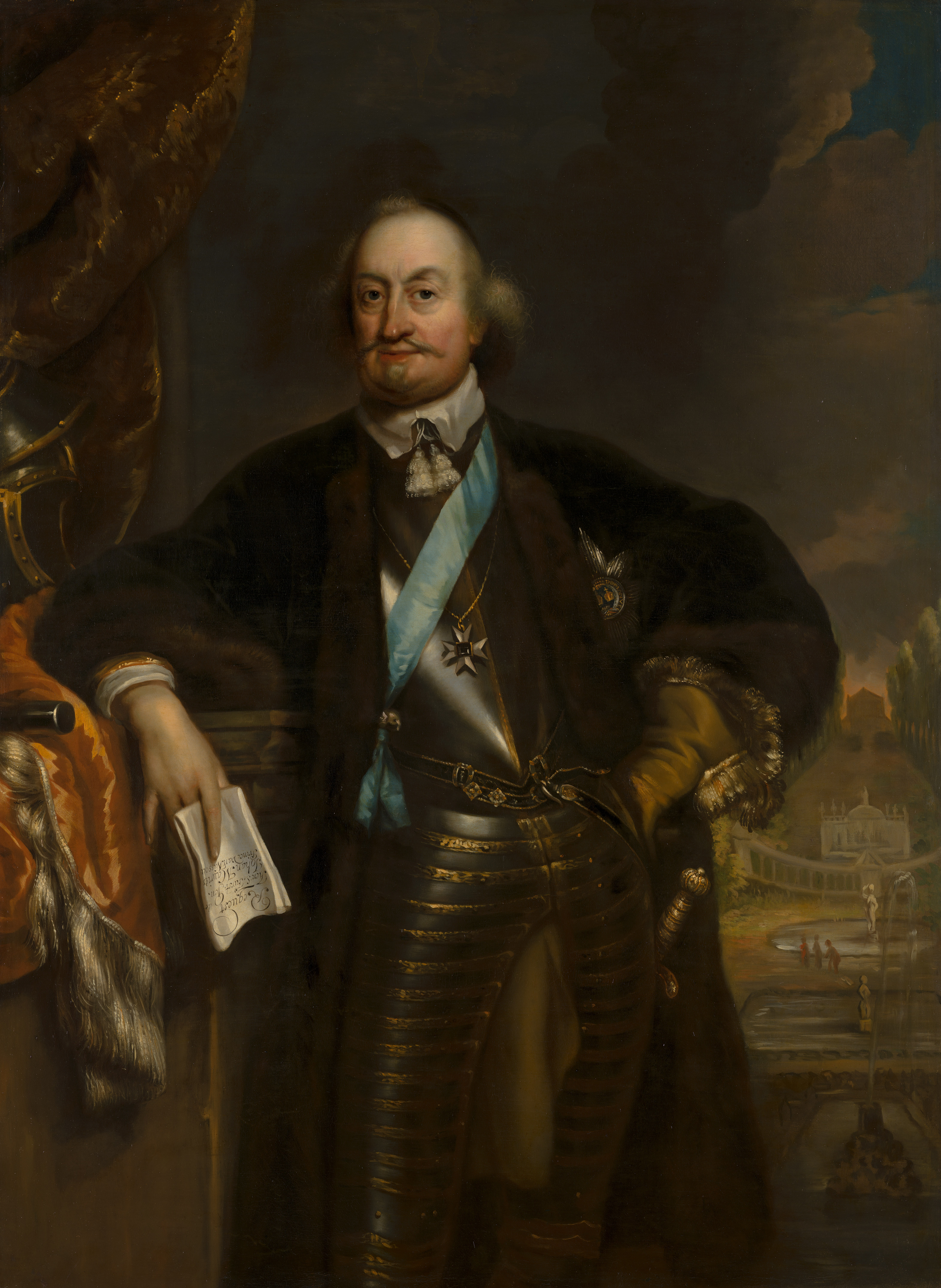
Fürst Johann Moritz (um 1668 von Jan de Baen)

Nach der Rückkehr von Johann Moritz aus Brasilien (1644/45) entbrannte vor dem Reichshofrat in Wien eine hitzige Debatte um die widersprüchlichen Verfügungen und Testamente Johanns VII. Schlussendlich ratifizierte Kaiser Ferdinand III. 1648 das umstrittene Testament von 1621 und besiegelte damit die Dreiteilung der ohnehin schon kleinen Grafschaft. Damit blieb ein Drittel (mit dem Oberen Schloss) bei Johann Franz Desideratus als Erbe seines Vaters, ein Drittel (mit dem Nassauer Hof) ging an Johann Moritz und eines wurde für Wilhelm bestätigt. Dieser war jedoch bereits 1642 verstorben und seine beiden Söhne ohne Nachfahren vor ihm. Daher hatte Johann Moritz nach Wilhelms Tod 1642, auf den Konfessionszweck des väterlichen Testaments sich stützend, von Wilhelms Stammteil Besitz ergriffen und seinen eigenen Anteil seinem jüngeren Bruder Georg Friedrich vertraglich überlassen. Somit erfolgte 1648 eine Drittelung der Grafschaft zwischen Johann Franz Desideratus und Johann Moritz, die beide 1652 in den Reichsfürstenstand erhoben wurden, sowie Georg Friedrich, der erst 1664 den Fürstenhut erhielt. Die katholische und die reformierte Linie unterhielten in Siegen getrennte Hofhaltungen im Oberen und Unteren Schloss, nebst getrennten Verwaltungen. Was damit faktisch eine Landesteilung war, blieb reichsrechtlich lediglich ein Kondominium über die ungeteilte Grafschaft. Alle drei Grafen (bzw. Fürsten) lebten allerdings nur sporadisch im Lande. Während Johann Franz Desideratus überwiegend in Flandern wohnte, residierte sein Onkel Johann Moritz als Statthalter des Kurfürsten von Brandenburg meist auf der Klever Schwanenburg und gelegentlich auch in seinem ab 1633 erbauten Mauritshuis in Den Haag. Georg Friedrich hingegen wirkte als Gouverneur in Bergen op Zoom.
Als Georg Friedrich 1674 kinderlos starb, eignete Johann Moritz sich unter dem Vorwand, dass er der Bruder, Johann Franz Desideratus aber nur der Neffe des Verstorbenen sei, den ganzen Stammteil von Georg Friedrich an. Diesen hinterließ er 1679, samt seiner eigenen Erbportion, testamentarisch dem Sohn seines 1652 verstorbenen Bruders Heinrich, Wilhelm Moritz von Nassau-Siegen (1649–1691), der damit zwei Drittel der Grafschaft in Besitz nahm. Jedoch war sein Alltag fortan mit Auseinandersetzungen mit der katholischen Linie ausgefüllt. Nach seinem Tod 1691 übernahm Johann Franz Desideratus die Regierung wieder allein, da er für Wilhelm Moritz' minderjährigen Sohn Friedrich Wilhelm I. die Regentschaft von dessen Anteil führte. Nach Johann Franz Desideratus' Tod 1699 fiel dessen 1/3-Anteil nebst der 2/3-Regentschaft an seinen Sohn Wilhelm Hyacinth. Zwischen diesem und Friedrich Wilhelm I. kam es bald zu ständigen Querelen. Gegen Wilhelm Hyacinths Verschwendungssucht, exorbitante Besteuerung, Willkür und Grausamkeit kam es zu Volksaufständen und ausländische Truppen besetzten wiederholt das Land, bis der Kaiser 1707 einschritt und ihn absetzte. Dadurch konnte Friedrich Wilhelm I. die Alleinherrschaft übernehmen. Er ließ seine Residenz, den 1695 abgebrannten Nassauer Hof, bis 1711 in erweiterter Form als Unteres Schloss neu errichten. Sein Sohn Friedrich Wilhelm II. starb 1734 jung und ohne Sohn. Nach seinem Tod kam es zu militärischen Auseinandersetzungen zwischen den reformierten Vettern Christian von Nassau-Dillenburg und Wilhelm IV. von Nassau-Oranien (aus der Linie Nassau-Diez) auf der einen Seite und Kurfürst Clemens August von Köln, der die Ansprüche Wilhelm Hyacinths unterstützte, auf der anderen. Schließlich übertrug Kaiser Karl VI. dem Prinzen Wilhelm IV. von Oranien, Fürsten von Nassau-Dietz, die Ausübung der Regierung. Nach dem Tod Wilhelm Hyacinths 1743 erbte er auch den katholischen Teil.

## Wappen
Blasonierung

Wappen des Fürstentums Nassau-Siegen
Wappen des Fürstentums Nassau-Siegen (reformierte Linie)
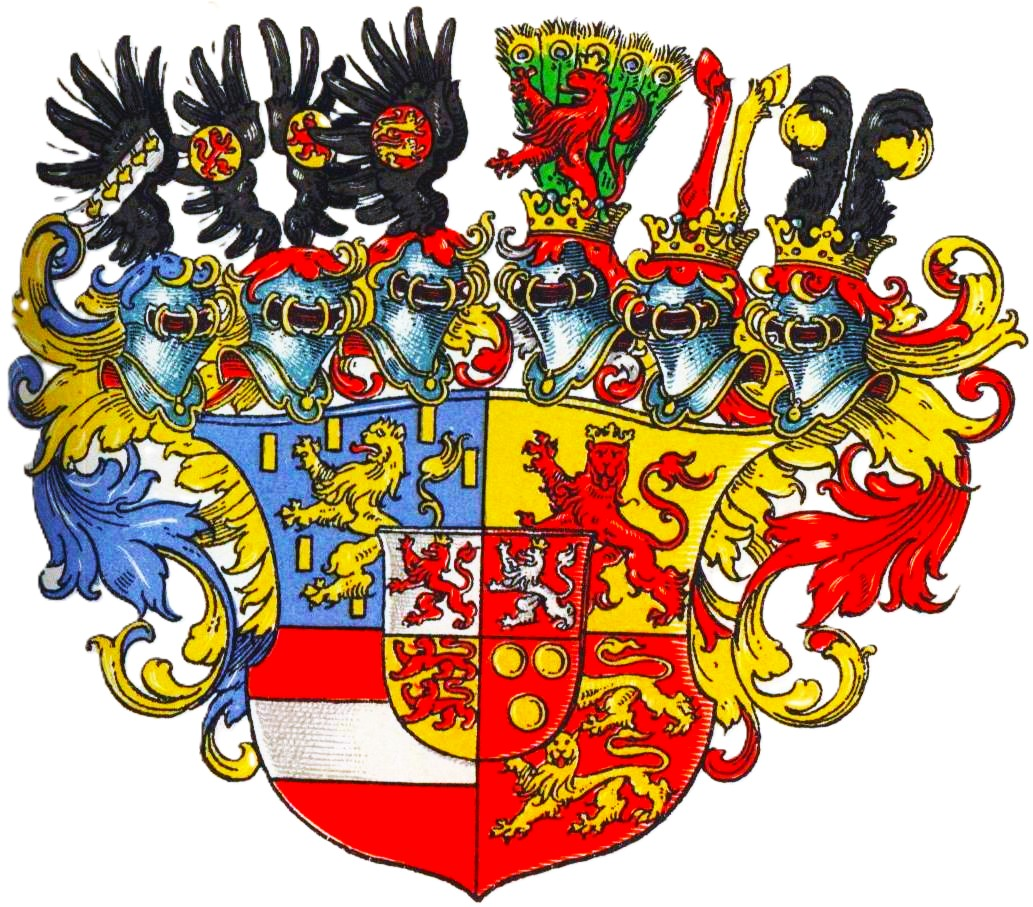
Wappen der Fürsten von Nassau-Siegen im Wappenbuch des Westfälischen Adels